# ナサニエル・シモンズ
ナサニエル・シモンズ（Nathaniel Simonds, 1775年 - 1850年4月20日）は、アメリカ合衆国の政治家。第2代ミズーリ州財務官。

## 生涯
1775年、シモンズはバーモント州ウィンザーで誕生した。1801年、シモンズはミズーリ州セントチャールズに移住した。シモンズはセントチャールズで著名な市民となった。郡保安官となり、酒場、劇場、そしてセントチャールズとセントルイスを結ぶ郵便馬車を所有した。
1821年9月、シモンズはミズーリ州財務官ジョン・ピーター・ディディエの辞任に伴い、後任の財務官として州議会から指名を受けた。シモンズは4代の知事の下で財務官を務め、年730ドルの給料を4半期に分けて受領した。シモンズは1829年に州財務官を辞任し、ミズーリ州リンカーン郡へ移住した。そして1850年、シモンズは同州トロイで死去した。